# Čong Ta-un (1989)
Čong Ta-un (* 23. dubna 1989) je korejská zápasnice-judistka.

## Sportovní kariéra
V jihokorejské seniorské reprezentaci se pohybuje od roku 2009 v polostřední váze do 63 kg. Připravovala se na univerzitě v Jonginu. Od roku 2011 vystřídala na pozici reprezentační jedničky Kong Ča-jong.
V roce 2012 se kvalifikovala na olympijské hry v Londýně. Ve čtvrtfinále vyřadila na body favorizovanou Japonku Jošie Uenovou. V semifinále se utkala s Číňankou Sü Li-li a jejich taktický souboj rozhodla necitlivě posouzena situace z poloviny zápasu. Číňanka jí při kumikatě strčila prst do oka, po čem se instinktivně svalila na zem a rozhodčí jí udělil za pasivitu šido. Po další minutě rozhodčí udělil oběma aktérkám šido za vyhýbaní se boji. Tímto se její soupeřka ujala vedení na yuko a v poslední minutě si bodový náskok pohlídala v boji na zemi. V souboji o bronzovou olympijský medaili jí čekal další takticky zápas proti Gévrise Émaneové z Francie. Zápas dospěl do prodloužení, ve kterém se rozhodčí při hantei přiklonili ke stylu její soupeřky a obsadila 5. místo.
V roce 2014 získala zlatou medaili na domácích Asijských hrách v Inčchonu. V následujícím roce 2015 vypadla z užšího výběru korejské reprezentace.

### Vítězství na mezinárodních turnajích
- 2009 – 1x světový pohár (Suwon)
- 2012 – 1x světový pohár (Düsseldorf)
- 2013 – 1x světový pohár (Čedžu)

## Výsledky
| Turnaj            | 2006             | 2007             | 2008             | 2009             | 2010             | 2011             | 2012             | 2013             | 2014             |
| Turnaj            | 17               | 18               | 19               | 20               | 21               | 22               | 23               | 24               | 25               |
| Turnaj            | polostřední váha | polostřední váha | polostřední váha | polostřední váha | polostřední váha | polostřední váha | polostřední váha | polostřední váha | polostřední váha |
| ----------------- | ---------------- | ---------------- | ---------------- | ---------------- | ---------------- | ---------------- | ---------------- | ---------------- | ---------------- |
| Olympijské hry    |                  |                  | —                |                  |                  |                  | 5.               |                  |                  |
| Mistrovství světa |                  | —                |                  | —                | úč.              | úč.              |                  | úč.              | —                |
| Asijské hry       | —                |                  |                  |                  | —                |                  |                  |                  | 1.               |
| Mistrovství Asie  |                  | —                | —                | —                |                  | 2.               | 3.               | 5.               |                  |
| Univerziáda       |                  | —                |                  | úč.              |                  | úč.              |                  | úč.              |                  |
| MS juniorů        | úč.              |                  | 5.               |                  |                  |                  |                  |                  |                  |